# Эйтан, Дан
Дан Эйтан (ивр. דן איתן‎; 1931, Эйн-Шемер — 12 января 2023) — израильский архитектор. Автор проектов застройки городов и отдельных районов в Израиле (включая Иерусалим и Тель-Авив) и Иране, высотных офисных комплексов, корпусов в университетских городках, Тель-Авивского музея изобразительных искусств, профессор Техниона (Хайфа). Лауреат Государственной премии Израиля (2019) и национальных профессиональных наград.

## Биография
Родился в 1931 году в кибуце Эйн-Шемер в Галилее, в 4 года переехал с родителями в Тель-Авив, где в 9-летнем возрасте оказался одним из немногих выживших под итальянской бомбёжкой, в которой погибли 117 человек. В 16 лет пошёл на курсы командиров отделений, после провозглашения независимости Израиля был призван в ряды «Хаганы» и нёс караульную службу, с трудом окончив школу.
К 19 годам решил заниматься архитектурой и поступил в Технион. В годы учёбы во время каникул работал в архитектурной фирме Зеэва Рехтера. По окончании Техниона проходил стажировку в Финляндии, где провёл полгода в рамках программы обмена студентами, и по возвращении в Израиль присоединился к фирме Дова Карми. В этой компании работал над проектом дворца культуры.
В 1955 и 1956 годах завоевал две первых премии на конкурсах проектов жилья в Хайфе и Иерусалиме. После этого, в возрасте 25 лет, по совету Дова Карми открыл собственную архитектурную фирму. Первым самостоятельным проектом Эйтана стала в 1956 году центральная автобусная станция Хадеры — простое функциональное здание, выполненное в стиле брутализма из голого бетона.

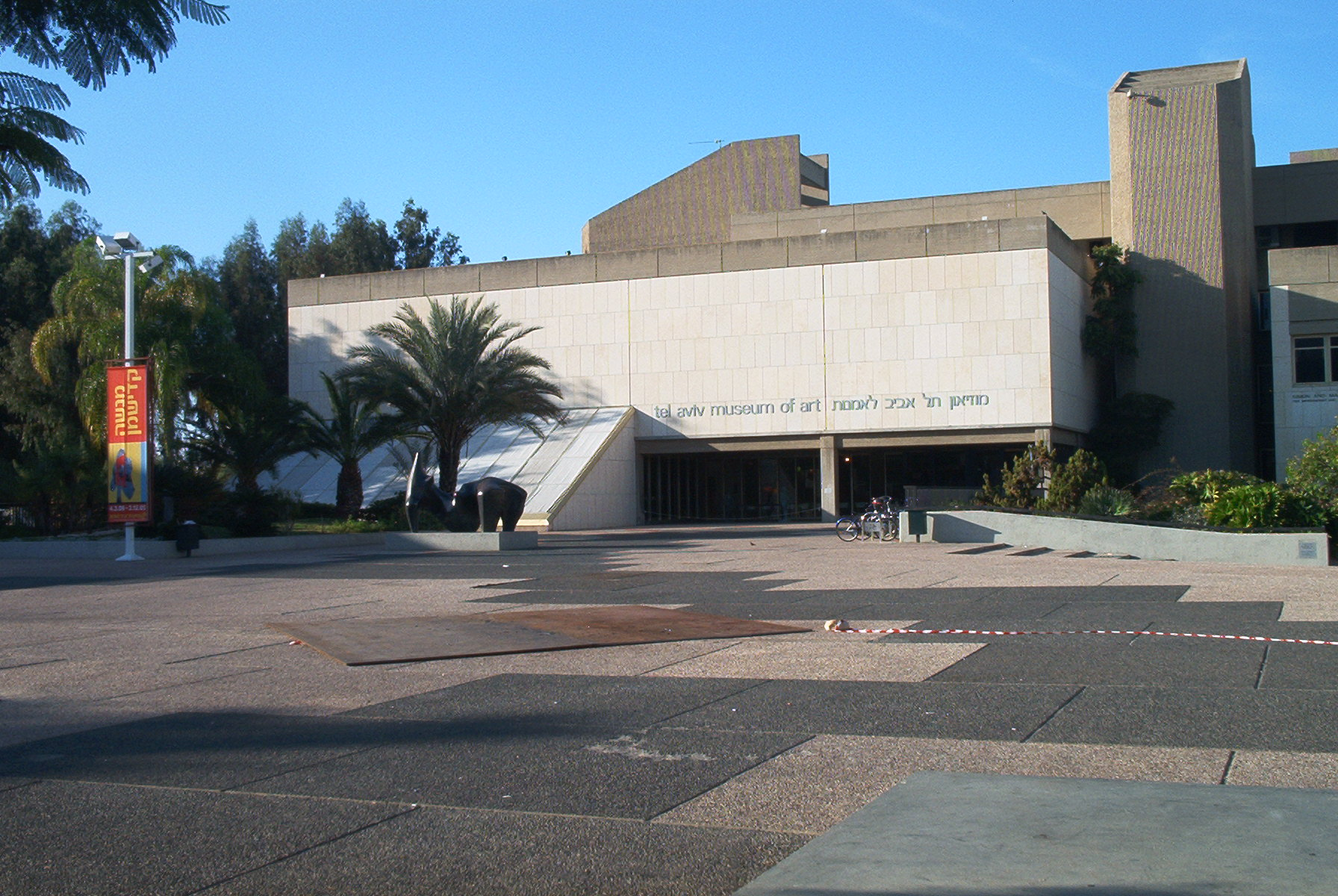
Тель-Авивский музей изобразительных искусств

В 1957 году, когда министерство строительства допустило к планированию районов для новых репатриантов частные компании, началось сотрудничество в этой области фирм Эйтана и Ицхака Яшара, и в 1959 году две конторы объединились. В рамках работы над проектами жилых районов Эйтан и Яшар спланировали, в частности, квартал в Яффе, включавший первый в Израиле высотный (14 этажей) жилой дом. Совместная фирма просуществовала 6 лет, после чего Яшар принял решение работать дальше самостоятельно. Во время сотрудничества, в 1964 году, фирма Эйтана и Яшара выиграла конкурс на лучший проект Тель-Авивского музея изобразительных искусств, впоследствии ставшего узнаваемым символом города. Другим совместным проектом Эйтана и Яшара стала гражданская часть комплекса Ядерного центра в Димоне. В проект входили здания администрации, научный центр, жилые ячейки, столовые, поликлиника, библиотека и школа. Фасады зданий городка Ядерного центра, как и у большинства общественных зданий этого периода, были выполнены из неукрашенного бетона.
Эйтан и Яшар продолжали сотрудничество и после распада совместной фирмы. Одним из их наиболее известных дальнейших совместных проектов стал корпус «Мексика» в Тель-Авивском университете.
В 1972—1978 годах Эйтану был поручен один из самых масштабных градостроительных проектов, которыми приходилось заниматься израильским архитекторам — заказ на строительство нового города в Иране. В общей сложности в двух частях этого города — Бендер-Аббас и Бендер-Бушехр — было спроектировано более 20 тысяч единиц жилья и вся городская инфраструктура, включая школы, торговые и культурные центры. Города заселялись семьями иранских военных, служивших на базах в Персидском заливе. Среди других градостроительных проектов Эйтана были мастер-план современной Кесарии, в рамках которого были спроектированы 13 районов, планы Старого города Тверии, юго-запада Тель-Авива и центральной части Иерусалима. В 1989—1993 годах один из основателей и ведущих членов комитета «Израиль-2020», работавшего над градостраительными планами в государственном масштабе.
В 1980-е годы начал сотрудничество с архитектором Ари Гошеном, продолжавшееся более 30 лет. Совместно они работали над проектами высотных офисных зданий в Тель-Авиве, также ставших символами города. Здания, построенные по их проектам, стали одними из первых в Израиле сооружений с фасадами в стиле «Стена и экран». В Иерусалиме Эйтан также спроектировал ряд высотных зданий, выделяющихся на фоне городского пейзажа, включая башню «Омрия», «Мигдаль ха-Ир» и центр «Клаль», долгое время считавшийся одной из его творческих неудач.
Одновременно с основной работой преподавал на факультете архитектуры и строительства Техниона начиная с 1960 года. С 1966 года — профессор, продолжал преподавательскую деятельность до 2015 года. С 1964 года входил в жюри различных архитектурных конкурсов и комиссий по присвоению почётных званий (в том числе в 1980 году председатель жюри премии имени Эльханани за интеграцию искусства в архитектуре, а в 2001 году — председатель жюри премии имени Каравана за ландшафтный дизайн). Занимал пост президента Ассоциации архитекторов Израиля.
Был женат на архитекторе Рут Лахав-Риг, с которой в последние годы жизни организовал совместную архитектурную фирму «Э. Л. Р. архитекторы и градостроители» (ивр. א.ל.ר. אדריכלים ומתכנני ערים‎). Брак с Лахав продолжался более 30 лет. Скончался в январе 2023 года, оставив после себя четырёх детей.

## Признание заслуг
Дан Эйтан — лауреат ряда израильских архитектурных премий. В 1967 году удостоен премии имени Рокаха за проект факультета искусств Тель-Авивского университета, а в 1972 году — премии имени Рехтера за проект Тель-Авивского музея изобразительных искусств. В 2013 году получил звание почётного гражданина Тель-Авива. В 2015 году стал лауреатом премии Ассоциации архитекторов Израиля за достижения карьеры. В 2019 году удостоен Государственной премии Израиля в области архитектуры.